# 센털고함원숭이
센털고함원숭이 (Alouatta arctoidea)는 신세계원숭이에 속하는 고함원숭이의 일종이다. 베네수엘라가 원산지이며, 콜롬비아에도 사는 것으로 추측되고 있다. 검은머리고함원숭이로도 부른다. 베네수엘라붉은고함원숭이의 아종으로 간주하여, Alouatta seniculus arctoidea라는 학명으로 분류하기도 한다.

## 분류학
센털고함원숭이는 1940년 아르헨티나계 스페인 동물학자 앙헬 카브레라 라토레가 베네수엘라붉은고함원숭이의 아종으로 기술했으며, 2006년 붉은고함원숭이와 염색체 수가 다르다는 이유로 별도의 종으로 승격되었다.

## 특징
센털고함원숭이는 머리부터 몸통까지 몸길이가 45~65cm이고, 잡는꼬리는 55~68cm이며, 무게는 수컷 6~8kg, 암컷 4.5~7kg이다. 원숭이의 기본 색깔은 황금빛으로 반짝이는 구릿빛이다. 머리와 어깨, 팔다리, 그리고 꼬리의 일부분은 짙은 적갈색이다. 암수 모두 외모가 매우 비슷하지만, 수컷이 일반적으로 더 크다. 수컷은 종종 검은 수염와 검은 다리, 그리고 검은 꼬리를 가지고 있다. 트리니다드의 검은머리고함원숭이는 단색 적갈색이며, 크기가 더 작다.

## 생활사
센털고함원숭이는 다소 개방된 낙엽수림과 야노스 산맥의 대상림, 그리고 베네수엘라 북부 해안 산맥의 산악 우림(해발 2,000m까지)에 서식한다. 3~16마리로 무리를 이루며, 수컷 1~2마리와 암컷 2~3마리, 그리고 작거나 거의 다 자란 새끼들로 구성된다. 센털고함원숭이는 먹이의 70%를 잎으로 충당한다. 나머지는 과일, 꽃, 그리고 다른 식물의 일부로 구성된다. 소화되지 않는 잎사귀를 먹기 위해 하루의 3분의 2에서 4분의 3은 휴식을 취해야 한다. 먹이 섭취 시간의 10~12%를 섭취하는 데 사용한다. 센털고함원숭이는 일년 내내 번식을 한다. 수컷은 58~66개월, 암컷은 43~54개월에 성적으로 성숙해진다. 암컷은 보통 5살에 첫 새끼를 낳고, 그 후 10.5개월에서 26개월 간격으로 새끼를 낳는다. 새끼는 186일에서 194일의 임신 기간을 거쳐 태어난다. 수컷 두 마리로 이루어진 무리에서는 대부분 우두머리 수컷만 짝짓기를 하지만, 암컷은 때때로 하위 수컷이나 이웃 무리의 수컷과 교미를 하기도 한다. 수컷은 보통 7살 때 처음으로 부모가 된다.

## 보전 상태
IUCN은 센털고함원숭이를 최소관심종으로 분류한다